# Пол Обіфул
Пол Обіфул (англ. Paul Obiefule, нар. 15 травня 1986, Оверрі) — нігерійський футболіст, що грав на позиції півзахисника, зокрема за низку північноєвропейських клубів, а також за національну збірну Нігерії.

## Клубна кар'єра
У дорослому футболі дебютував 2000 року виступами за команду «Гартленд», в якій провів чотири сезони. 
У 2004–2007 роках грав у Данії за «Віборг», після чого перебрався до Норвегії, де до 2011 року грав за «Люн», «Генефосс» та «Ліллестрем».
У 2012–2013 роках провів по сезону у фінському «КуПС» та шведському «Ассиріска ФФ», після чого завершив ігрову кар'єру. Згодом повертався на футбольне поле у 2015–2017 роках, коли пограв за нижчоліговий данський «Гольстебро».

## Виступи за збірну
2004 року дебютував в офіційних матчах у складі національної збірної Нігерії.
У складі збірної був учасником Кубка африканських націй 2006 року в Єгипті, на якому команда здобула бронзові нагороди.
Загалом протягом кар'єри у національній команді, яка тривала 4 роки, провів у її формі 7 матчів.

## Титули і досягнення
- Бронзовий призер Кубка африканських націй: 2006